# Comuni dell'Unione europea per popolazione

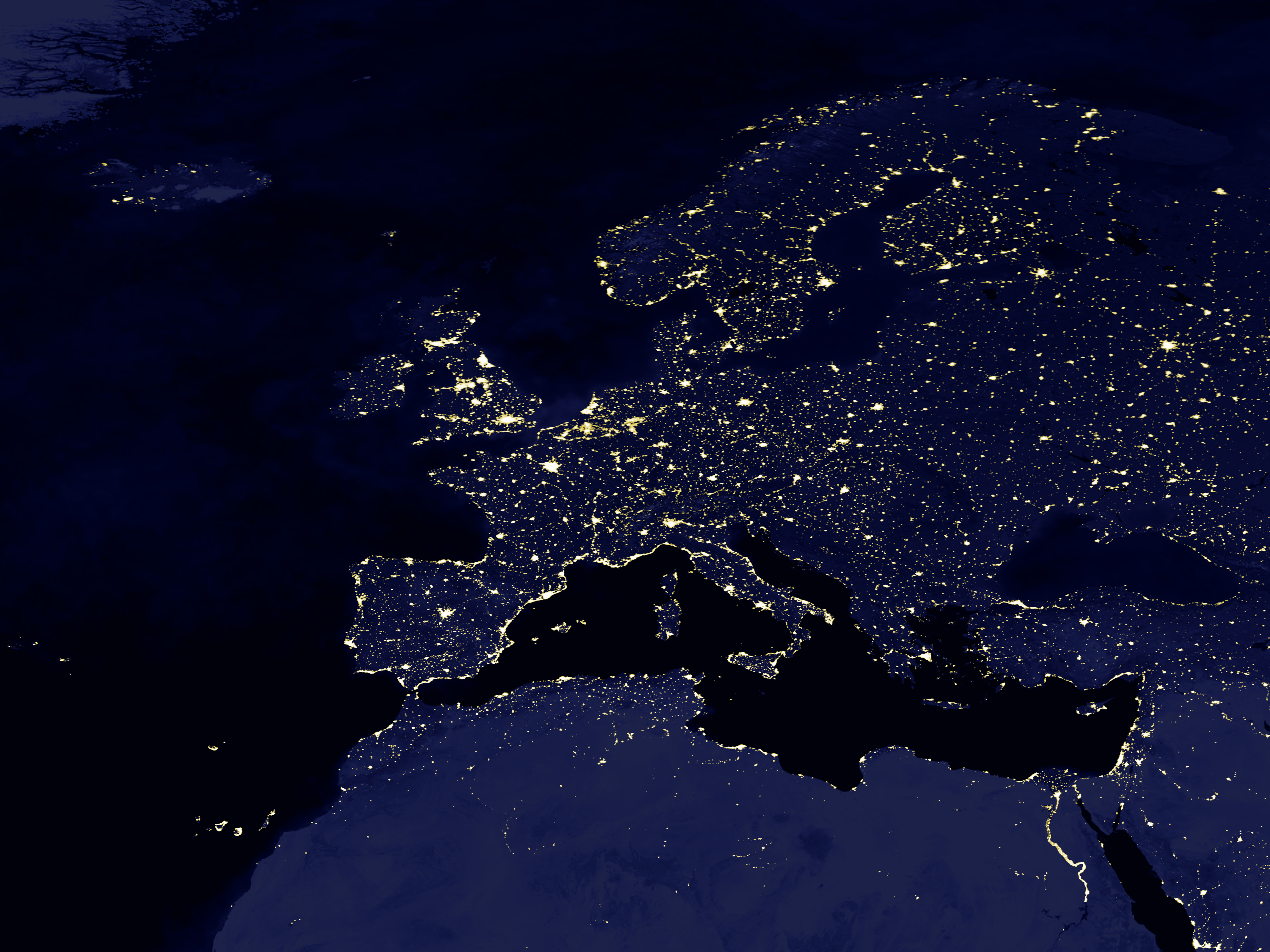
Immagine satellitare notturna dell'Europa.

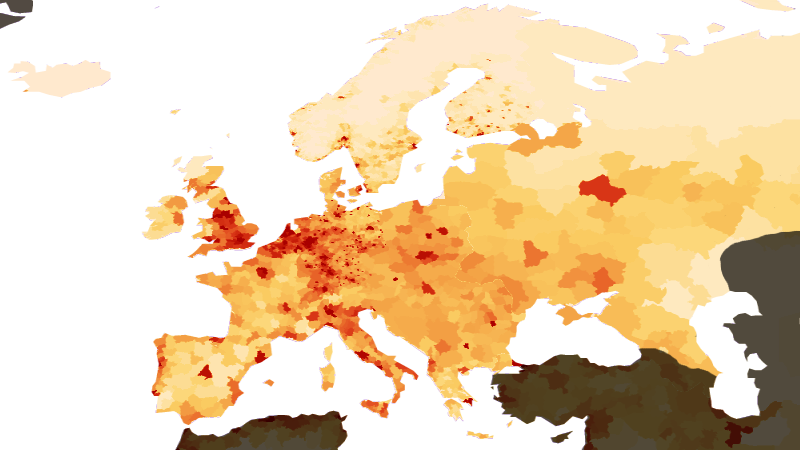
Densità di popolazione dell'Europa.

Quello che segue è un elenco dei principali comuni – o delle entità amministrative assimilabili ai comuni (LAU) – dell'Unione europea con una popolazione superiore ai 5 abitanti.

## Descrizione
Nella tabella sono riportate due statistiche di popolazione:
- le statistiche di Eurostat, i cui dati si riferiscono all'Unità amministrativa locale più bassa (LAU 2 fino al 2016, poi LAU dal 2017), che in molti casi equivale ai comuni, e all'ultimo anno disponibile;[1]
- e le statistiche dell'istituto di statistica nazionale (ad esempio l'ISTAT per l'Italia, ecc.).

Le differenze tra i sistemi statistici nazionali, tuttavia, fanno sì che le date di riferimento siano in alcuni casi diverse.
Inoltre, le differenze tra i sistemi statistici nazionali ed Eurostat fa sì che in alcuni casi ci siano differenze importanti di popolazione, come nel caso di Bruxelles (capitale e regione-capitale). Eurostat per creare le proprie statistiche, raccoglie spesso le statistiche degli istituti nazionali dei diversi paesi (pubblicate l'anno precedente), ciò spiega perché i dati di alcune città sono perfettamente identici (a volte con qualche anno di distanza).
L'Unità amministrativa locale di Eurostat equivale:
ai Gemeenten / Communes belgi,
agli Obštini bulgari,
agli Obce cechi,
ai Kommuner danesi,
ai Gemeinden tedeschi,
ai Municipios spagnoli,
ai Communes francesi,
ai Comuni italiani,
ai Települések ungheresi,
ai Gemeenten olandesi,
ai Gemeinden austriaci,
ai Gminy polacchi,
alle Freguesias portoghesi,
ai Kunnat / Kommuner finlandesi,
ai Kommuner svedesi, ecc.
Circa le statistiche di Eurostat, sono state prese in considerazione le unità amministrative di tipo urbano. Molte città europee presentano suddivisioni in quartieri dotati di rappresentanza politica, ma non di personalità giuridica distinta da quella del comune; come ad esempio i municipi di Roma, gli arrondissement municipali di Parigi o i distretti di Berlino. Un'eccezione è Bruxelles: Eurostat prende solitamente in considerazione nelle sue statistiche la Regione di Bruxelles-Capitale, che è composta da 19 comuni, tra cui quello di Bruxelles.
Dal momento che è presa in considerazione la città nei suoi limiti amministrativi (comune), la seguente tabella non tiene conto della dimensione della città intesa come area urbana. Infatti, ad esempio Parigi, che è la seconda area urbana dell'Unione europea, in questa tabella è solamente quinta; ma essa ha una superficie comunale di 105,4 km² con una densità di popolazione di 20 934,44 abitanti/km²; mentre, ad esempio, Roma ha una superficie di 1.287,36 km² ed una densità di 2 228,42 abitanti/km²; Atene, con soli 38,96 km² di superficie comunale, è la seconda città per densità di popolazione con 17 044,30 ab./km².
Le città più grandi in termini di popolazione sono (in ordine decrescente): Berlino, Madrid, Roma e Parigi.
Le città più grandi in termini di superficie sono (in ordine decrescente): Roma, Saragozza, Berlino ed Amburgo.
Le città più densamente popolate sono (in ordine decrescente): Parigi, Atene, Barcellona, Lione e Napoli.

## Lista di comuni
Nella tabella seguente sono riportate – in ordine alfabetico e per nazione – le principali città (comune o Unità amministrativa locale) degli stati membri dell'Unione europea.
Nella tabella seguente dei comuni con più di 500.000 abitanti di Eurostat figurano 54 città:
14 città tedesche,
6 città italiane,
6 città spagnole,
5 città polacche,
3 città francesi,
3 città olandesi,
2 città belghe,
2 città svedesi,
1 città austriaca, bulgara, croata, danese, finlandese, greca, irlandese, lettone, lituana, portoghese, ceca, rumena ed ungherese.
| Nazione     | Città | Abitanti (Eurostat) | Anno (Eurostat) | Abitanti (Stat. naz.) | Fonte e Anno (Stat. naz.) | Area (km²) | Densità (ab./km²) |
| ----------- | --- | --- | --- | --- | --- | --- | --- |
| Austria     | Vienna | 1 888 776 | 2018 | 1 888 776 | STAT 2018 | 414,87 | 4 552,69 |
| Belgio      | Anversa | 524 667 | 2018 | 525 608 | Statbel 2018 | 204,51 | 2 570,08 |
| Belgio      | Bruxelles (Bruxelles-Capitale) | 1 201 129 | 2016 | 1 181 142 | Statbel 2018 | 32,61 | 5 554,80 |
| Bulgaria    | Sofia | 1 325 429 | 2018 | 1 238 438 | NSI 2017 | 492,00 | 2 517,15 |
| Croazia     | Zagabria | 790 017 | 2018 | 803 647 | DZS 2016 | 641,00 | 1 253,74 |
| Danimarca   | Copenaghen | 613 288 | 2018 | 616 098 | DS 2018 | 86,60 | 7 114,30 |
| Finlandia   | Helsinki | 635 181 | 2018 | 648 650 | Tilastokeskus 2018 | 214,25 | 3 027,54 |
| Francia     | Lione | 513 275 | 2017 | 513 275 | INSEE 2015 | 47,87 | 10 722,27 |
| Francia     | Marsiglia | 861 635 | 2017 | 861 635 | INSEE 2015 | 240,62 | 3 580,90 |
| Francia     | Parigi | 2 206 488 | 2017 | 2 206 488 | INSEE 2015 | 105,40 | 20 934,44 |
| Germania    | Amburgo | 1 830 584 | 2018 | 1 830 584 | Destatis 2017 | 755,22 | 2 423,91 |
| Germania    | Berlino | 4 001 242 | 2022 | 3 755 251 | Destatis 2022 | 891,68 | 4 052,46 |
| Germania    | Brema | 568 006 | 2018 | 568 006 | Destatis 2017 | 325,56 | 1 744,70 |
| Germania    | Colonia | 1 080 394 | 2018 | 1 080 394 | Destatis 2017 | 405,02 | 2 667,51 |
| Germania    | Dortmund | 586 600 | 2018 | 586 600 | Destatis 2017 | 280,71 | 2 089,70 |
| Germania    | Dresda | 551 072 | 2018 | 551 072 | Destatis 2017 | 328,48 | 1 677,64 |
| Germania    | Duisburg | 498 110 | 2018 | 502 211 | Destatis 2022 | 232,80 | 1 528,89 |
| Germania    | Düsseldorf | 617 280 | 2018 | 617 280 | Destatis 2017 | 217,41 | 2 839,24 |
| Germania    | Essen | 583 393 | 2018 | 583 393 | Destatis 2017 | 210,34 | 2 773,57 |
| Germania    | Francoforte sul Meno | 746 878 | 2018 | 746 878 | Destatis 2017 | 248,31 | 3 007,85 |
| Germania    | Hannover | 535 061 | 2018 | 535 061 | Destatis 2017 | 204,14 | 2 621,05 |
| Germania    | Lipsia | 581 980 | 2018 | 581 980 | Destatis 2017 | 298,80 | 1 947,72 |
| Germania    | Monaco di Baviera | 1 456 039 | 2018 | 1 456 039 | Destatis 2017 | 310,70 | 4 686,32 |
| Germania    | Norimberga | 515 201 | 2018 | 523 026 | Destatis 2022 | 186,38 | 2 806,24 |
| Germania    | Stoccarda | 632 743 | 2018 | 632 743 | Destatis 2017 | 207,35 | 3 051,57 |
| Grecia      | Atene | 664 046 | 2018 | 664 046 | ELSTAT 2011 | 38,96 | 17 044,30 |
| Irlanda     | Dublino | 516 255 | 2011 | 554 554 | CSO 2016 | 114,99 | 4 822,63 |
| Italia      | Genova | 580 097 | 2018 | 578 710 | ISTAT 2017 | 240,29 | 2 408,38 |
| Italia      | Milano | 1 366 180 | 2018 | 1 369 466 | ISTAT 2017 | 181,67 | 7 538,21 |
| Italia      | Napoli | 955 503 | 2019 | 963 500 | ISTAT 2017 | 119,02 | 8 095,28 |
| Italia      | Palermo | 668 405 | 2018 | 666 784 | ISTAT 2017 | 160,59 | 4 152,09 |
| Italia      | Roma | 2 872 800 | 2018 | 2 868 782 | ISTAT 2017 | 1 287,36 | 2 228,42 |
| Italia      | Torino | 882 523 | 2018 | 879 808 | ISTAT 2017 | 130,01 | 6 767,23 |
| Lettonia    | Riga | 637 971 | 2018 | 637 971 | CSP 2018 | 641,42 | 994,62 |
| Lituania    | Vilnius | 547 484 | 2018 | 547 484 | LSD 2018 | 401,00 | 1 365,30 |
| Paesi Bassi | Amsterdam (Greater) | 854 047 | 2018 | 860 124 | CBS 2018 | 219,32 | 3 921,78 |
| Paesi Bassi | L'Aia (Greater) | 532 561 | 2018 | 535 612 | CBS 2018 | 98,12 | 5 458,74 |
| Paesi Bassi | Rotterdam (Greater) | 638 712 | 2018 | 641 957 | CBS 2018 | 325,79 | 1 970,46 |
| Polonia     | Breslavia | 638 586 | 2018 | 638 586 | GUS 2018 | 292,92 | 2 180,07 |
| Polonia     | Cracovia | 767 348 | 2018 | 767 348 | GUS 2018 | 326,80 | 2 348,07 |
| Polonia     | Łódź | 690 422 | 2018 | 690 422 | GUS 2018 | 293,25 | 2 354,38 |
| Polonia     | Poznań | 538 633 | 2018 | 538 633 | GUS 2018 | 261,85 | 2 057,03 |
| Polonia     | Varsavia | 1 764 615 | 2018 | 1 764 615 | GUS 2018 | 517,24 | 3 411,60 |
| Portogallo  | Lisbona | 504 964 | 2017 | 552 700 | INE 2017 | 100,05 | 5 524,24 |
| Rep. Ceca   | Praga | 1 294 513 | 2018 | 1 294 513 | ČSÚ 2018 | 496,00 | 2 609,91 |
| Romania     | Bucarest | 2 400 444 | 2018 | 2 400 400 | INS 2016 | 228,00 | 2 021,06 |
| Spagna      | Barcellona | 1 620 343 | 2018 | 1 620 809 | INE 2017 | 102,15 | 15 866,95 |
| Spagna      | Madrid | 3 223 334 | 2018 | 3 182 981 | INE 2017 | 604,45 | 5 265,91 |
| Spagna      | Malaga | 571 026 | 2018 | 569 002 | INE 2017 | 398,25 | 1 428,76 |
| Spagna      | Saragozza | 666 880 | 2018 | 664 938 | INE 2017 | 973,78 | 682,84 |
| Spagna      | Siviglia | 688 711 | 2018 | 689 434 | INE 2017 | 140,80 | 4 896,55 |
| Spagna      | Valencia | 791 413 | 2018 | 787 808 | INE 2017 | 134,65 | 5 850,78 |
| Svezia      | Göteborg | 564 039 | 2018 | 563 439 | SCB 2017 | 462,26 | 1 218,88 |
| Svezia      | Stoccolma | 949 761 | 2018 | 949 164 | SCB 2017 | 187,16 | 5 071,40 |
| Ungheria    | Budapest | 1 749 734 | 2018 | 1 749 734 | KSH 2018 | 525,13 | 3 332,00 |
| Nazione     | Città | City (Eurostat) | Anno (Eurostat) | Statistica nazionale | Fonte Anno | Area (km²) | Densità (ab./km²) |
| Note        | I dati Eurostat sono riferiti all'ultimo anno disponibile. La densità è calcolata a partire dagli abitanti della statistica nazionale. | I dati Eurostat sono riferiti all'ultimo anno disponibile. La densità è calcolata a partire dagli abitanti della statistica nazionale. | I dati Eurostat sono riferiti all'ultimo anno disponibile. La densità è calcolata a partire dagli abitanti della statistica nazionale. | I dati Eurostat sono riferiti all'ultimo anno disponibile. La densità è calcolata a partire dagli abitanti della statistica nazionale. | I dati Eurostat sono riferiti all'ultimo anno disponibile. La densità è calcolata a partire dagli abitanti della statistica nazionale. | I dati Eurostat sono riferiti all'ultimo anno disponibile. La densità è calcolata a partire dagli abitanti della statistica nazionale. | I dati Eurostat sono riferiti all'ultimo anno disponibile. La densità è calcolata a partire dagli abitanti della statistica nazionale. |